# Амбасада Сједињених Америчких Држава у Србији
Амбасада Сједињених Америчких Држава у Србији (енгл. Embassy of the United States in Serbia) је дипломатска мисија Сједињене Америчке Државе у Србији. Србија, која се налази на кључној географској и стратешкој раскрсници у Балканима, је задржала свој значај за америчку спољну политику.